# 優生学

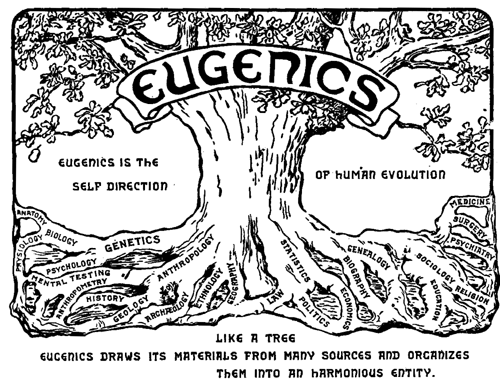
1921年に開催された第2回国際優生学会のロゴマーク。優生学がさまざまな分野を束ねる木として描かれている。

優生学（ゆうせいがく、英: eugenics）は、19世紀末から20世紀半ばにかけて多くの先進国で受け入れられてきた考え方で、進化論と遺伝学を人間に当てはめ、集団の遺伝的な質を向上させることを目的とした一連の信念と実践である。学問としての優生学は19世紀後半にフランシス・ゴールトンが首唱し、悪質の遺伝形質を淘汰し、優良な遺伝形質を保存することを目的とする。優生学の実践には歴史的に、「生殖適性者」に生殖を促すという積極的なものと、「生殖に適さない人」への結婚禁止や強制不妊手術（断種）などの消極的なものがある。「生殖に適さない」とされた人々には、障害者や犯罪者、少数民族が含まれることが多かった。
優生学にもとづいた政策は特にアメリカ、ドイツ、北欧、スイス、カナダ、日本で広く実施された。日本では「国民優生法（1940 - 1948）」「優生保護法（1948 - 1996）」に基づき、精神疾患やハンセン病患者の断種手術や人工妊娠中絶が行われていた。
1980年代から1990年代にかけて、体外受精・着床前診断・出生前診断など、新しい生殖補助医療が利用可能になり、優生学がより強力な形で復活する可能性がある。近年、ゲノム編集や遺伝子検査などの新技術の利用をめぐる生命倫理的な議論において、これらの技術を優生学と呼ぶべきかどうか、激しい議論が行われている。
英語の「eugenics」の和訳は「優生学」の他に「優生思想」や「優生主義」がある。

## 概要
生殖管理により人種を改良する、という発想は、プラトンにまで遡ることができるが、学問として成立したのは19世紀末から20世紀初頭にかけてであり、優生学（eugenics）という言葉は1883年にフランシス・ゴルトンが定義した造語である。ゴルトンは、従兄弟のチャールズ・ダーウィンが1859年に著した『種の起源』から影響を受けた。

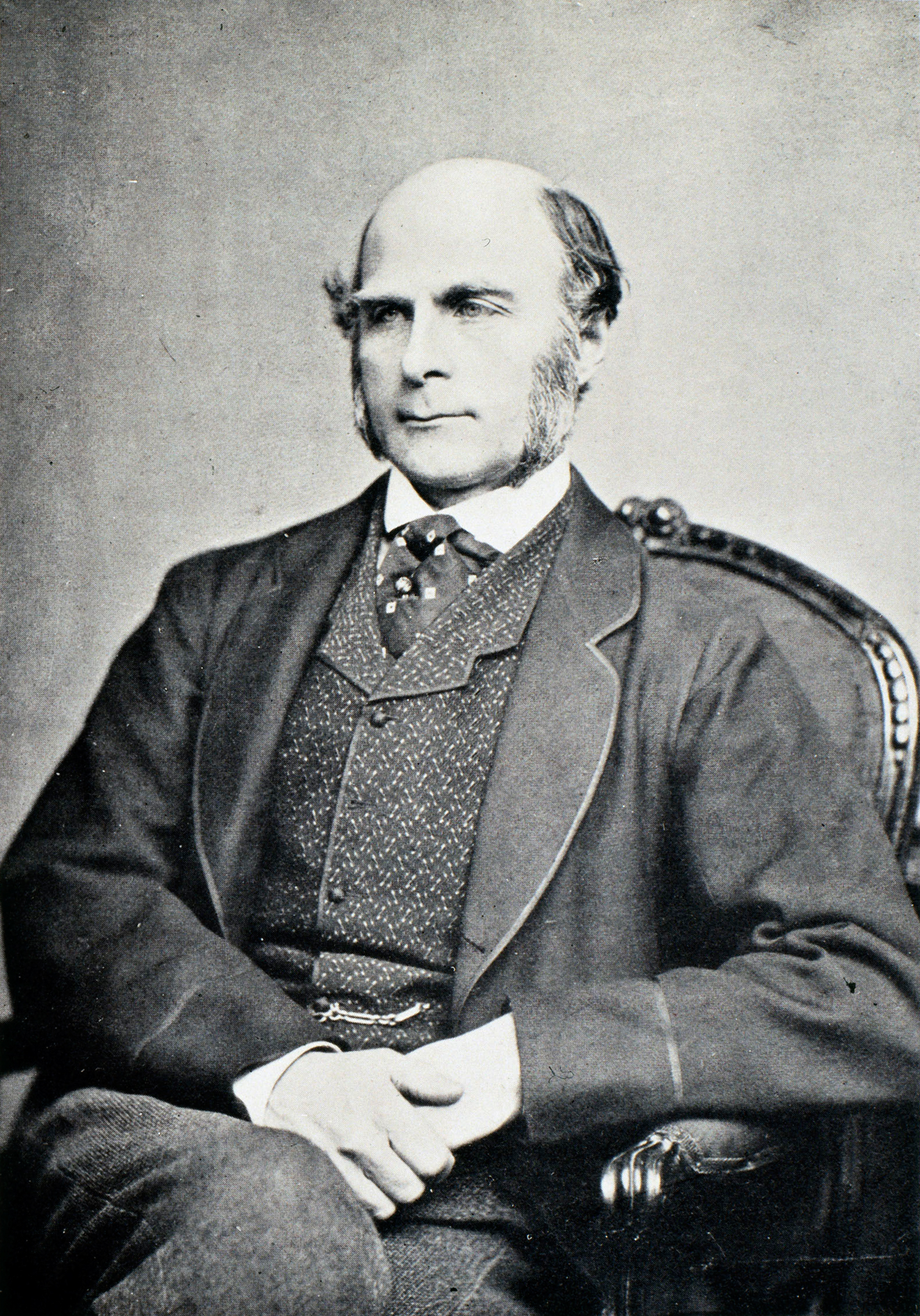
フランシス・ゴルトンは初期の優生学主義者であり、この言葉自体を造語した

優生学の目的は様々であるが、「知的に優秀な人間を創造すること」「社会的な人的資源を保護すること」「人間の苦しみや健康上の問題を軽減すること」が挙げられる。これらの目標を達成するための手段として、産児制限・人種改良・遺伝子操作などが提案された。優生学は20世紀前半に先進国の多くの有力者や知識人に支持され、その中にはアレクサンダー・グラハム・ベルやジョン・メイナード・ケインズ、ジョージ・バーナード・ショー、セオドア・ルーズベルト、若かりし頃のウィンストン・チャーチルが含まれる。
当時、精神障害は遺伝であると漠然と考えられ、それらの人々は一般の人よりも子供を多く作ると信じられていた。それゆえ精神障害者が増加して逆淘汰が起きると懸念され、それを回避するために優生学的な施策が求められた。
優生学にもとづいた政策が初めて大規模に実施された国はアメリカであった。1907年にインディアナ州で精神障害者への強制不妊手術（断種）を可能にした世界初の法律が制定されたのを皮切りに、多くの州で断種法が制定され、また特定国からの移民制限が行われた。障害者の断種は、カナダ、ヨーロッパ諸国、日本でも実施された。これらの政策は集団の遺伝的な質の向上を目指していた。
優生学は後世において、保守系極右の学問だったと誤解されるが、むしろ自由主義の左派に人気があり、社会変革を求めて多くの社会主義者やリベラル、進歩主義者が優生学を支持した。優生学の支持者には、H・G・ウェルズ、マーガレット・サンガー、ハロルド・ラスキやシドニー・ウェッブらのフェビアン社会主義者、マルクス主義の遺伝学者であるJ・B・S・ホールデンとハーマン・マラーがいる。初期のドイツの優生学者の多くは社会主義に共感をもっており、1929年に断種法を制定したデンマーク政府も社会民主主義政権であった。
北欧では1920年代から、福祉国家の水準維持のために社会保障費の負担となる障害者を減らす優生政策が積極的に行われた。障害がどの程度遺伝するのか不明だとしても、障害者は子供をきちんと育てられず、子供も親と同様に福祉の世話になるからという理由で、断種が支持された。
1930年代、エルンスト・リューディンが優生学的な言説をナチス・ドイツの人種政策に融合させる試みを開始した。ナチス政権下で、優生学と安楽死と人種主義を結びつけた政策が実行され、多くの倫理的問題を引き起こした。
第二次世界大戦の終結以降も、アメリカ、北欧、日本では、障害者に対する不妊手術や人工妊娠中絶が行われるなど、福祉政策の一環として優生学的施策が続いたが、1970年代以降に優生学は大きく批判されるようになり、「民族衛生」や「絶滅政策」といったナチスの政策と結びつけて認識されるようになり、廃れた。集団に対する優生学・思想は廃れたが、個人の自己決定としてどのような子供を産むかという問題は「新しい優生学」として続いている。

## 初出と定義
ゴルトンは1883年、『人間の能力とその発達の研究』の脚注において、初めて「優生学」という用語を使用している。
優生（eugenic）は、ギリシャ語で何と呼ばれるかというと、「eugenes」、すなわち良い素質を持つ、遺伝的に気高い素質を授けられている、という意味である。これと、様々な関連する用語（「eugeneia」など）は、等しくヒトや動物、植物に対して応用されている。我々は、種の改良の科学を表現するに簡潔な用語をことのほか好むものであり、それらは決して賢明な交配という問題に限られたものではない。しかし、取り分け人類に関して言及するならば、その語はあらゆる作用について我々に気付かせることになる。それは、程度の差こそあれ、より環境に適合した人種や血統に対し、そうでない存在に優先して、より十分な機会を即座に与える作用である。「優生学（eugenics）」という語はそのような概念を余すことなく表現するものであり、それはより洗練された用語であり、少なくとも、私が以前試みに使ってみた「viriculture」という語よりは違和感がないであろう。

このように優生学（eugenics）の語源は、ギリシア語でeu（良い）、-genēs (誕生)を組み合わせたもので、「良い生まれについての学問」という意味である。
1904年、ゴルトンは優生学を次のように定義した。
人種の先天的な諸特質を改善する、あらゆる様々な影響に関する科学である。そこには究極的に優れた状態へ人間を発達させることも含まれる。

優生政策は歴史的に次の2つのカテゴリーに分けられてきた。
積極的優生学
子孫を残すに相応しいと見なされた者がより子孫を残すように奨励する。
消極的優生学
子孫を残すに相応しくないと見なされた者が子孫を残すことを防ぐ。
積極的優生学は、優れた形質を持つと思われた人間を増やすことを目的に、複数の子供を持つ優れた素質を持つ両親を表彰したり、金銭的援助を与えるという手段を採る。消極的優生学は劣った形質を持つ人間に生殖を防ぐものである。

## 歴史

### 先駆としての古代ギリシア優生思想
人種改良は、少なくともプラトンまで遡ることが可能である。彼は、人間の生殖活動は国家によって管理されるべきであると考え、次のように記している。
プラトンは、選択法則に気付いて人々の心が傷つけられるのを防ぐため、偽りのくじ引きで（人為的）選択が行われるべきであると提案している。その他の古代の事例としては、虚弱な新生児を都市の外れに遺棄したスパルタの伝説的な慣行が挙げられる。このスパルタの事例については、のちにエルンスト・ヘッケルも参照している。

### ゴルトンの理論
1860年代から1870年代にかけて、フランシス・ゴルトンは従兄弟のチャールズ・ダーウィンの『種の起源』におけるヒトと動物の進化に関する新たな理論と、アドルフ・ケトレーの「社会物理学」から影響を受け、統計学的アプローチに基づき、進化論を独自に解釈した。ゴルトンは“自然選択のメカニズムはいかにして人間の文明によって潜在的に妨げられているか”という文脈において、ダーウィンの研究を解釈し、「多くの人間社会は経済的に恵まれない人々と弱者の保護に努めてきた。それゆえにそれらの社会は、弱者をこの世から廃絶するはずの自然選択と齟齬を来してきた」と論じた。
ゴルトンは、これらの社会政策を変えることによってのみ、社会は「月並みな状態への逆戻り」（統計学において彼が最初に作った造語である）から救出することが可能であると考えた。この語は、現在では一般に「平均への回帰」という用語に置き換わっている。ゴルトンは、1865年の論文「遺伝・才能・性格」において、初めて自説を開陳し、1869年の『遺伝的天才』において、「天才」と「才能」は人間において遺伝するとした。また、「人間は動物に対して様々な形質を際立たせるために人為選択の手段を用いることが可能であり、そのようなモデルを人間に対して応用するなら、同様の結果を期待することが出来る」として、次のように述べた。

人間の生まれつきの才能は、あらゆる生物界の形質と身体的特徴がそうであるのと全く同じ制約を受けて、遺伝によってもたらされる。こうした様々な制約にも拘らず、注意深い選択交配により、速く走ったり何か他の特別の才能を持つ犬や馬を永続的に繁殖させることが現実には簡単に行われている。従って、数世代に亘って賢明な結婚を重ねることで、人類についても高い才能を作り出しうることは疑いない。—ゴルトン、『遺伝的天才』1869年、序文
ゴルトンは、社会は既に知的に劣った者の出生率が知性に優れた者に勝る状態（すなわちダーウィンの用語で言うところの「カタストロフィー」の状態）にあるとして、逆淘汰の状況に進んでいると主張した。ゴルトン自身は如何なる形での選別方法も提示することはなかったが、もし人々が子孫を残すことの重大性を認識することで社会的規範が多少なりとも変わるならば、いつの日にか解決方法が見つかるであろう、と願った。

### ゴルトン以降の理論史
英国の統計学者カール・ピアソンは、学問分野としての優生学を打ち建てることに尽力した。ゴルトンと彼の統計学的方法を継承したピアソンは、「優生学」に対して生物測定学的アプローチと呼んだものを発展させた。それは種の遺伝を記述するために新たな複雑な統計モデルを発達させたものである。
しかし、グレゴール・メンデルの遺伝法則の再発見に伴って、優生学を唱道する2つの学派が現れることになった。その1つは統計学者から、他方は生物学者から構成された。統計学者たちは、生物学者たちは粗雑な数学モデルしか用いないと考え、一方、生物学者たちは、統計学者たちは生物学についてほとんど知識を持たないと考えた。
優生学は、最終的には、出生率に直接影響を及ぼす研究手法を通じて、望ましい形質を持った子供を作り出すために、意図的な選択的生殖に関わっていった。
「社会進化論」は、優生学とは分岐していった。両者は知性は遺伝するという点では主張は一致するが、優生学者たちは新しい諸政策は、より「優生学的な」状況へ現状を変える必要があると主張した。他方、社会進化論者たちは、社会そのものは、もし社会福祉政策が機能しなければ（例えば、貧困者は多産であるが、乳幼児死亡率も高いといった具合に）、ゴルトンが危惧した「逆淘汰」の問題を自然に食い止めることが出来たと主張した。

### フィッシャーと集団遺伝学
ロナルド・フィッシャーは優生学の熱心な推進者でもあり、1930年に出版された『自然選択の遺伝学的理論』では、「集団数（個体群）の増大が多様性を生み、それによって生存の機会の数も増大していく」と述べて後の集団遺伝学の基礎となった。さらにフィッシャーはこの考えはヒトに関しても適用できると述べ、「文明の衰退と凋落は、上流階級の生殖力の低下に帰することが出来る」とした。例証として、1911年のイギリスの国勢調査結果を基に、生殖力と社会階級とに逆関係があると述べた。そして子供の少ない家庭への補助を撤廃する一方、子沢山の家庭に対して父親の収入に比例した補助金を出すことを提案している。これに関してはフィッシャー自身が8人の子供の父親であり、その養育の負担が、彼の遺伝学・進化論的確信を深める原因の一つとする家族や友人達の証言もある。
フィッシャーの理論は、チャールズ・ゴールトン・ダーウィン（チャールズ・ダーウィンの孫）を初め、ウィリアム・ドナルド・ハミルトンの血縁選択説の形成にも影響を与えた。また優生学会は、1929年から1934年にかけて、優生的観点から断種法（結果的には否決されたが）の制定を求めるキャンペーンを、フィッシャーらを中心として行っている。
集団遺伝学者には、J・B・S・ホールデン、ハーマン・J・マラーなどがおり、「改革派優生学」として知られる。

### 優生学運動（1890年代 - 1945年）
1905年にはドイツ優生学教育協会が設立され、優生学は、急速に世界的な潮流となった。英国では、優生学教育協会(1908年)、スウェーデン優生学教育協会(1909年)、そして国際優生学会議(1912年)が続いて設立された。
ゴルトンの資金援助により、ロンドンのユニヴァーシティ・カレッジに優生学の研究部門（1907年）と講座（1911年）が設けられた。
近代において優生学的な考え方を提唱した最初の一人に電話を発明したことで知られるアレクサンダー・グラハム・ベルがいる。1881年にベルはマサチューセッツ州マーサズ・ヴィニヤード島における聾者の人口比率を調査した結果、聴覚障害は自然に遺伝すると結論付け、聴覚障害を遺伝しない結婚を奨励した。ベルは1921年に第2回国際優生学会議の名誉議長を務めた。
優生学と人種研究の科学的地位は、ナチス・ドイツの時代に最も高まったが、その後は急速に失墜した。

### 第二次世界大戦後
優生学は今では、「人間遺伝学」や「社会生物学」と呼ばれている。1954年に『優生学年報』(Annals of Eugenics)は『人間遺伝学年報』(Annals of Human Genetics)と改名された。また、1969年に『季刊優生学』(Eugenics Quarterly)は『社会生物学』(Social Biology)となった。講座や研究所も同様の改名が行われた。

## 世界の過去の優生政策

### アメリカ
人種優生政策で有名なドイツよりも、アメリカの方が優生学的な政策を開始した時期が早く、また実施していた期間も長い。アメリカの優生政策がむしろドイツに影響を与えた。しかし、ナチスのようないわゆる「積極的駆逐」（＝組織的殺害）は行っていない。
アメリカの優生政策で最も著名なのは、1907年制定の断種法と1909年制定のカリフォルニア州法だが、それ以前の19世紀末から優生学的理由による制限を設けた法律は制定され始めている。1896年のコネチカット州を皮切りに、多くの州で精神障害者の結婚を制限する法律が可決された。コネチカット州法は45歳以下の女性の結婚および婚姻外の性的関係に制限を課す法律で、優生学的に好ましからざる相手との結婚・性関係を禁じていた。違反者には、最低3年の禁固刑の罰則が規定されていた。
コネチカット州に始まる優生学的な理由で結婚を制限する法律は、1905年に成立したインディアナ州の州法に受け継がれた (後述の1907年の断種法とは別の法律)。この時のインディアナ州法は、精神障害者、「感染性の疾病」の持ち主、過度の飲酒常用者の結婚を禁止し、精神病治療施設から退院した元患者に健康診断書の携帯を義務付けていた。1920年代に入ると何らかの形で結婚に制限を加える法律が多くの州で制定されるようになったが、これらは必ずしも優生学の支持者が主導して作られたものではなかった。一方、断種の法制化については優生主義者が決定的な役割を果たした。

#### 不妊手術
公式文書による限り、アメリカの断種手術はシカゴの聖マリー病院の外科医A.J.オクスナーが1897年に実施したものが最初である。オクスナーの断種手術が優生学的理由で実施されたかどうかは不明だが、1902年にインディアナ州の少年院付き外科医だったH.C.シャープが行った断種手術は、優生学的理由に基づいて実施された断種手術の最初の例と見て差し支えない。この時、シャープは収容されていた犯罪者42人に断種手術を行った。シャープは1890年の国勢調査から、犯罪者が急増している事実を引き出して、その解決策として自己の判断で断種手術を行った。
ただ、当時、このような手術を行えば刑法の傷害罪に抵触する可能性があったため、シャープはインディアナ州議会にロビー活動を行い、1907年に同州の州法として、世界初の断種を合法化する法律を制定させた。これは精神障害者の強制不妊手術（断種手術）を法的に認めたものである。この時の法律は1920年に違憲判決を受けたため後に改正された。
インディアナ州での断種法成立をきっかけに他の州も続々と法律を制定した。当時のアメリカには断種法の前例がなかったので、インディアナ州法はそのモデルにされた。断種法は、1909年から1913年と、1923年の2回のピークを経て、最終的には32州で制定された。その中で、1911年のアイオワ州法は合法的断種の対象を最も広くとったもので、薬物中毒患者、性犯罪者、てんかん患者も含まれていた。白人女性に強要して売春をさせた場合、初犯であっても犯人を断種するという優生学とは無関係な条項も定められていた。前述のように1920年にインディアナ州の断種法の違憲判決が出るが、同時期、アラバマ州、ニュージャージー州、ニューヨーク州、ネブラスカ州、ワシントン州の州法も違憲判決を受け、これらの州では断種法は廃止された。違憲判決が出た主要な理由は、法律が事実上、犯罪者、特に性犯罪者への懲罰をなしており、法律本来の優生学的理由から逸脱しているとのものである。そのため、断種推進派が元の断種法から犯罪者への条項を削除して改正・成立させる州が多かった。しかし、1927年には連邦最高裁判所が、「不適格者」と見做された人間に断種を行うことを可能としたヴァージニア州の断種法をアメリカ合衆国憲法に対する合憲とした判決（バック対ベル裁判）を出した。その影響は大きく1920年代後半以降、断種推進派を勢いづかせることにつながった。
カリフォルニア州では1909年に断種法が制定された (1913年に改正)。カリフォルニアの州法は、他の州に比べて特異だったが、法の運用面でも特徴的だった。カリフォルニア州では、刑務所の収監者への断種に力を入れた他、精神病患者に加えて、梅毒患者、性犯罪者も断種の対象となっただけでなく、断種の実施件数が突出して多かった。断種手術は、1921年までに全米3,233件中カリフォルニア州のみで約79パーセントの2,558件、1924年までに約3,000件行われたうちカリフォルニア州が2,500件と大多数だった。1936年末のデータで見ても、全米での実施件数のうち約半分はカリフォルニア州でのものである。カリフォルニア州での断種法とその実施例は、ワイマール共和国末期のプロイセン自由州で1932年に実施寸前まで行った断種法 (1933年にはナチス政権下で法律化) のモデルになった点で著名である。
アメリカ合衆国ではその後も、知的障害者に対する断種が行われ、1970年代まで続いた。1970年代までに、全米33州で6万人が強制的に断種手術を受けさせられた。そのうち3分の1がカリフォルニア州である。障害者差別が社会問題としてはっきり確立されるようになったのは、1960年代前半の公民権運動がきっかけである。

#### 優生記録所 (1910)
1898年、米国の著名な生物学者であるチャールズ・B・ダベンポートはコールド・スプリング・ハーバー生物学研究所所長として植物と動物の進化に関する研究を開始した。
1904年、ダベンポートは実験的進化を目的とした研究所の創設のためにカーネギー財団から資金援助を受け、カーネギー研究所のなかに実験進化研究所を設立した。1910年に同研究所の付属施設として優生記録所が開設され、ダベンポートとハリー・H・ラフリンは優生学の普及を開始した。翌1911年のダベンポートの著作『人種改良学』はアメリカ優生学史上に残る仕事であり、大学教科書として使用された。翌年ダベンポートは米国科学アカデミーの会員に選出された。
「優生記録所」は数年間に渡って膨大な量の家系図を収集し、不適者達の存在は経済的かつ社会的に劣悪な背景が遠因となっていると結論付けた。ダベンポートや心理学者のヘンリー・H・ゴダード、自然保護論者のマディソン・グラントなどの優生学の信奉者達は、「不適格者」の問題への解決について様々なロビー活動の展開を開始した。ダベンポートは最優先事項として移民制限と断種に賛意を表した。ゴダードは自著『カリカック家』（1912年）において人種隔離を主張し、グラントはこれら全てのアイデアに賛意を表し、かつ絶滅計画も示唆していた。
ダベンポートは、1929年の著作『ジャマイカにおける混血』において、黒人と白人の間で生まれた混血の子供は生物学的にも文化的にも劣っているという統計学的な証拠が示されたとした。これは今日では科学的人種差別と見なされ、また当時もトーマス・ハント・モーガンなどから批判された。さらにダベンポートは、ナチス・ドイツの研究所とつながりがあり、ドイツの2つの学術誌（1935年創刊）の編集委員や、1939年には劣等人種の隔離政策にかかわったオットー・レーヒェに対する記念論文集に寄稿している。

#### ポパノウ報告書
群を抜いて多数の強制的な断種手術が実施されたカリフォルニア州の断種手術に対し、生物学者ポール・ポパノウが好意的な報告書を出版した。この報告はナチスドイツにも影響を与えた。第二次世界大戦後、ニュルンベルク戦犯法廷に引き出されたナチスの行政官達は、米国の事例を引用することで、ナチス政権による大規模な断種計画（10年に満たない期間に40万人が手術を受けさせられた）は異常なことではなく、国際的には一般的であったとして、正当性を主張した。

#### 移民法(1924)
1924年、アメリカで移民法（いわゆる排日移民法）が議会を通過した。このことは優生学者たちにとっては、東ヨーロッパと南ヨーロッパからやって来る「劣った血統」の脅威に関する議会の討論において専門職顧問として中心的な役割を果たす最初の機会であった。この新法は遺伝子プールを維持するための試みであり、既存の人種間の交配を禁ずる様々な法を強化したものであった。優生学的な考え方は米国の多くの州で導入されている近親姦を禁ずる様々な法律の背後に基礎を置くものであり、そしてそれは多くの白人と有色人種間の混血を禁ずる法律を正当化するために用いられた。
スティーヴン・ジェイ・グールドらは、米国において1920年代に成立し1960年に大幅な改正を受けた移民制限が、自然の遺伝子プールから「劣った」人種を排除することを意図した優生学的目標によって動機付けられたものであったと主張している。20世紀初頭、米国とカナダは、南欧と東欧から膨大な量の移民を受け入れるようになった。ロスロップ・スタッダードやヘンリー・ラフリンの様な影響力を持った優生学者たちは、もしこの先移民が制限されないとするならば、国の遺伝子プールを汚染することになる劣等人種が国中に満ち溢れることになる、とする議論を立ち上げた。これらの議論によってカナダと米国は民族間の序列化を行う様々な法の立法化へと向かうことになった。
これらの法律では最上位にアングロ・サクソンとスカンジナビア人が位置付けられ、下に向かって事実上移民から完全に閉め出された日本人と中国人に至る格付けが行われた。
他方、移民制限政策は多量の外国人の流入に対する国の文化的健全さを維持する欲求に動機付けられたものであるとする見解もある。

#### アメリカ優生学協会
1926年にはハリー・クランプトン、ハリー・H・ローリン、マディソン・グラント、ヘンリー・フェアフィールド・オズボーンなどによって、アメリカ優生学協会が創設された。1926年から1994年までの20世紀後半期の著名な会員には状況倫理の創始者のジョーゼフ・フレッチャー、P&G財団のクラレンス・ギャンブル博士、産児制限の提唱者で『共有地の悲劇』の著者のギャレット・ハーディンらが含まれる。アメリカ優生学協会は1972年に社会生物学会へと改名された。

#### 産児制限
一般的に優生学の概念に同意しない立場においても優生学的立法は依然として公益性を有すると主張している人々が存在した一例として、米国産児制限協会創立者のマーガレット・サンガーは優生学に基づいて、産児制限（バース・コントロール）運動を展開した。当時優生学は科学的かつ進歩的な思想であり、人間の生命の領域に、産児に関して科学的な知見を応用するものであると多くの人々から理解されていた。第二次世界大戦の強制絶滅収容所以前、優生学がジェノサイドに繋がる恐れがあるとする考え方は真剣には受け取られなかった。

#### 人工中絶
1971年、女性の人工妊娠中絶の権利を認めた『ロー対ウェイド判決』において、優生学はそれを支持する役割を果たした。この事は、反中絶派の批判の論拠の一つとなっている。

### ドイツ
不妊手術と安楽死
1933年、ドイツにおいて、遺伝的かつ矯正不能のアルコール依存症患者、性犯罪者、精神障害者、そして子孫に遺伝する治療不能の疾病に苦しむ患者に対する強制断種を可能とする法律が立法化された。これはナチス政権において議会の承認なしに制定されたものだが、障害者に対する強制不妊措置の導入をやむを得ないと考える者は社民党内部にも相当数いた。ナチス政権に特徴的だったのは下部組織の自律性や決定権を奪い、政府の管理下に置いたことである。遺伝病や重度のアルコール障害に対する不妊手術を裁判所に申請しなかった場合、医療活動の永久停止を含む処罰が科された。ナチス政権下で実施された不妊手術の件数は36万件から40万件にのぼり、他国に比べてかなり多い。
第二次世界大戦が始まった1939年9月に不妊手術は原則として中止され、同時にT4作戦と呼ばれる、精神的または肉体的に「不適格」と判断された人々に対する強制的安楽死政策が開始され、1945年までに少なくとも7万人、多ければ十数万人が死亡した。
ただドイツの優生学者（民族衛生学者）のほとんどは安楽死には反対の立場をとっていた。その理由は、次世代への遺伝子継承を阻止するという優生学の目的のためには断種で十分であり、安楽死には人道的な問題があること、そもそも安楽死の対象となるような重度の患者は子供を作らないこと、などであった。安楽死の法制化準備に加わった唯一の優生学者であるフリッツ・レンツは、不治の患者の苦痛を取り除くという、優生学とは別の観点から安楽死を支持した。
なお不妊手術の数は1939年以降、大幅に減少したが、終戦まで継続している。
レーベンスボルン（生命の泉）計画
ナチス政府は「積極的優生政策」をも実施し、多産のアーリア民族の女性を表彰し、また「レーベンスボルン（生命の泉）計画」によって「人種的に純粋」な独身の女性がSS（ナチス親衛隊）の士官と結婚し、子供をもうけることを奨励した。

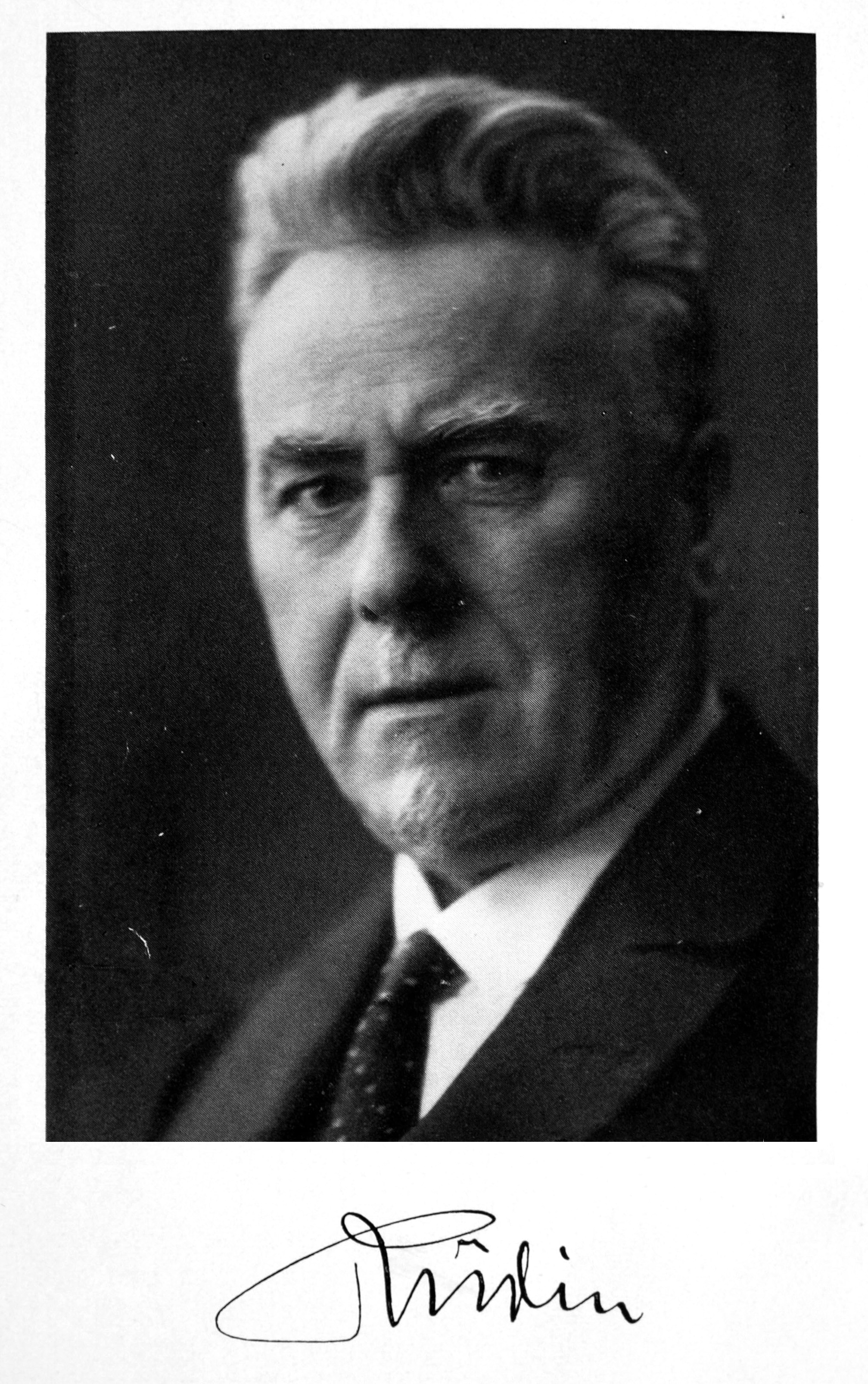
エルンスト・リューディン

1930年代、エルンスト・リューディンが優生学的な言説をナチスドイツの人種政策に融合させる試みを開始した。アドルフ・ヒトラーが指揮するナチスドイツは、民族衛生の名のもとに、純粋ゲルマン民族を維持するため様々な優生計画を実施した。
ナチス政府による優生学と安楽死と人種主義の結合は、ホロコーストを通してユダヤ人・ロマ・同性愛者を含む数百万の「不適格」なヨーロッパ人を組織的・大量に殺戮する形となって現れた。そして、絶滅収容所において、殺害に使われた多数の装置や殺害の方法は、安楽死計画においてまず最初に開発されたものであった。ナチス政府の下で、優生学といわゆる「民族科学」のレトリックが多用されたのと併せて、優生学と人種主義に関連した広範な政策が強制力をもって実行されたことで、第二次世界大戦後に優生学とナチスドイツとの間の、消せない文化的つながりが生まれたのである。

### イギリス
1859年、チャールズ・ダーウィンが、『種の起源』を出版したが、これを統計学的に研究したのが、ダーウィンのいとこのフランシス・ゴルトンであった。
ゴルトンは1869年に出版した『遺伝的天才』という著書で、人の才能はほぼ遺伝によって受け継がれるものだと主張した。1883年に優生学という言葉を初めて用いたのも彼である。1907年には、優生学教育協会が設立された。
このようにイギリスは優生学を生み育てた国であるが、法制化はさほど進まなかった。1913年に知的障害者の強制収容を可能とする精神薄弱者法が可決されたが、断種についての法案はその後も可決されず、精神障害者の結婚を制限する包括的な法律も制定されなかった。

### その他ヨーロッパ諸国
優生法は、ほとんど全ての非カトリックの西ヨーロッパ諸国によっても採用された。
- デンマークはドイツに先立って1929年に断種法を制定した。原則として本人の同意が必要とされたが、同意能力が期待できない場合には後見人の代理申請が認められていた[64]。1934年の改正で本人同意が不要となり、1967年に廃止されるまで続いた。
- スウェーデン政府は40年の間に優生計画の一環として6万2千人の「不適格者」に対する強制断種を実行している[65]。
- 同様にカナダ・オーストラリア・ノルウェー・フィンランド・エストニア・スイス・アイスランドで政府が知的障害者であると認定した人々に対して強制断種が行われた。カナダとスウェーデンにおいては、1970年代に至るまで、他の医療行為と同様に精神障害者に対する強制断種を含む大規模な優生学プログラムが実行され続けた。スイスでは、精神病患者などの強制的な堕胎、不妊手術が1981年まで続いた[66]。

### 日本
- 1872年（明治5年）、高杉晋作の義弟である南貞助が海外遊学中に日本人種改良論者になり、やがて英国女性のライザ・ピットマンと「日英混血児を得る」ことを目的に結婚をした事例がある[67]。ライザが日本での生活に馴染めず、人種改良のための結婚生活は失敗に終わった[68]。
- 1884年（明治17年）、『時事新報』社説記者の高橋義雄は『日本人種改良論』を出版し、日本人と西洋人の雑婚（国際結婚）により優れた子孫を残し日本人種を改良できると主張した[69]。
- 日本への優生学の影響は20世紀初頭には既に現れた。雑誌『人性』（1905年（明治38年） - 1918年（大正7年））に欧米優生学（民族衛生学）の紹介が見られる。
- 1910年代には、海野幸徳『日本人種改造論』1910年（明治43年）[70][71]、澤田順次郎『民種改善 模範夫婦』（1911年（明治44年））[71][72]、氏原佐蔵『民族衛生学』（1914年（大正3年））[73]が書かれた。
- 1916年（大正5年）に保健衛生調査会が内務省に設置され、ハンセン病者への隔離を実施し、断種政策とも関連が深い癩予防法の制定へ向けて政府関係者自らが「民族浄化」を叫ぶなどした。
- 1919年（大正8年）には市川源三を中心に大日本優生会も結成された。
- 1924年（大正13年）には、後藤龍吉を主幹として雑誌『ユーゼニクツス』（のち『優生学』）が刊行された。
- 池田林儀は1920年（大正9年）から1924年（大正13年）にドイツでワンダーフォーゲルや民族優生学に影響され1926年（大正15年）に日本優生運動協会を設立、雑誌『優生運動』も創刊した。
- 1930年（昭和5年）には、永井潜を中心に日本民族衛生学会が結成された。これまでにない大規模な優生学者の団体である。『民族衛生』を刊行し、形態を変えつつも現在にいたっている。この団体は通俗講演会も積極的に行ったほか、優生結婚相談所の開設や映画『結婚十字街』の製作など注目すべき事業も行っている。またアイヌの調査も有名である。
- 1938年（昭和13年）戦争に対応するため厚生省が作られ、予防局優生課が『民族優生とは何か』など優生政策をすすめた。
- 1940年（昭和15年）、人工妊娠中絶条項は国会の反対で大幅に修正されたものの、遺伝性精神病などの断種手術などを定めた国民優生法が公布された。この法による断種手術は1941年（昭和16年） - 1947年（昭和22年）で538件だった。しかし厚生省の意図とは異なり、当時の「産めよ殖やせよ国のため」の国策に加えて、天皇を中心とする家族的な国家観が強制断種と馴染まなかったなどの理由から、優生的な政策は必ずしも実効を結ばなかったとされる。衆議院議員で神道家の曽和義弌は、1940年（昭和15年）に「民モ昔ニ遡レバ神ノ御末デアル、ソレヲ断種スルト伝フコトハ、……徹頭徹尾猶太〔ユダヤ〕思想デアル」と発言して神国思想から反対した（1940年、昭和15年3月13日、衆議院）[74]。

#### 優生保護法
戦後も優生学の動きは残り、戦後の混乱期の人口抑制を目的として優生保護法が1948年（昭和23年）に全会一致で成立した。
日本社会党は福田昌子、加藤シヅエ、太田典礼を中心に1947年（昭和22年）「優生保護考案」を第2回国会に上程したが、GHQとの折衝に時間をとられ、国会で十分な審議がなされないまま廃案となった。
ついで後に日本医師会会長になる民主党の谷口弥三郎参議院議員を中心とした超党派による議員立法で1948年に優生保護法が提案・採択された。
優生保護法は優生学的見地からの強制断種が強化される原因になったことでも特筆される。当時必須とされた日本の人口抑制による民族の逆淘汰を回避することを提案理由として、子孫を残すことが不適切とされる者に対する強制性を増加させたものとなった。
同法は、らい予防法でハンセン病を新たに断種対象としたほか、1952年の改正の際、新たに遺伝性疾患以外に、精神病（精神障害）、精神薄弱（知的障害）も断種対象とした。1948年から1996年の間に、手続き上本人の同意を必要としない強制不妊手術（第4条、12条）が1万6500件実施された。強制不妊手術の実施数は1950年代末に年1000件以上に達したが、その後、次第に減少し、1980年代にはほとんど行われなくなった。1996年に優生条項を削除する法改正がなされ、名称も母体保護法と変更された。

## 現代の優生政策
集団に対する優生政策は、1980年代以降ほぼ行われなくなり、個人の自己決定に基いて子供の病気を予防するリベラル優生学が実践されるようになった。出生前診断の結果をもとに、個人の自己選択に基づく人工妊娠中絶を行うか、あるいは着床前診断により病気をもたない胚を選択するという形で行われる。
- イギリスでは、行政が費用を負担してほとんどの人が出生前診断を受けており、人工妊娠中絶により二分脊椎症は1990年代までに激減した[78]。またダウン症と診断された妊婦の90%以上が、人工妊娠中絶を選択している[79]。
- キプロスではβサラセミアという貧血を引き起こす劣性遺伝病の患者が多く、人口の17%が保因者と推定されている[80]。結婚前の保因者検査の義務化や、出生前診断と中絶を推奨する政策により、新規発症者数は1988年以降ほぼゼロになった[80][81]。
- 1970年以降、ユダヤ人コミュニティに多いテイ・サックス病などの保因者検査が自発的に行われている[82]。正統派ユダヤ教のコミュニティに対してはDor Yeshorim（英語版）という団体が、ユダヤ人に多い劣性遺伝病の保因者検査を提供しており、イスラエルなど様々な国に事務所がある。これらの影響で、病気の頻度は大きく減少した[83][84]。カップルの両者がともに保因者だった場合、破談となることはよくある。ユダヤ教国であるイスラエルでは、費用負担なしで妊娠初期に遺伝子検査を受けるよう推奨され、胎児が遺伝病と診断された場合、自発的に人工妊娠中絶することがある。
- 中国では「優生優育」政策（簡体字: 优生优育）と呼ばれる障害者の出生率を抑制する優生学的国家政策が行われている[85][86][87]。一人っ子政策（計画生育政策）の柱の1つは「優生」（健康で優れた子供を生む）である。中国優生優育協会[88]、中国優生科学協会[89]が中国政府の下でこの政策を支える社会団体（日本の独立行政法人や外郭団体に近い）として設立されている。2018年11月に中国で世界初の遺伝子操作されたヒトの出産が発表されて国際的な波紋を呼んだ際は中国の「優生優育」などに代表される研究者や政府の都合を優先する中国の組織風土が槍玉にあがった[90]。

2000年代にヒトゲノムが解明された事によって、再び優生学的なヒト遺伝子の選抜が論じられるようになった。これて新たな優生学が誕生しつつあるとの意見がある。例えば、デオキシリボ核酸を用いた遺伝子診断サービスなどが商業化され、自己責任においてそれを利用するなど、個人レベルでの優生思想が、現実問題として現れてきた。今後は、この様な新しい優生学の、倫理問題について考えていく時代となっている。
2000年に採択された国連ミレニアム宣言は、こうしたヒトゲノムや生物工学の倫理的配慮を要請し、同年に欧州連合が採択した欧州連合基本権憲章では、人の選別を目的とした優生学的措置を禁止している。また障害者権利条約も、第10条に障害者差別のない生存権、第15条に医学的実験の禁止、第17条に不可侵性の権利を掲げ、障害者に対する優生学的措置を否定している。
カール・セーガンは、人類がヌクレオチドを自由に並べ替えられるようになり、望み通りの特質をもった人間を作り出せるようになるだろうが、そのような未来は不安なものだと述べている。

### サイエンス・フィクション（SF）において
映画『ガタカ』（1997年）は、優生学により人々の能力と地位を決定するディストピア社会を、社会派SFで表現している。『ガタカ』は興行的には成功しなかったが批評家には高く評価され、ヒトの遺伝子操作という論争の的となる議論を具体化させたと言われている。この映画の「遺伝子差別」のディストピア的描写は、優生学や遺伝子決定論的イデオロギーの社会的受容に対して躊躇や反対をする多くの生命倫理学者や一般人によって引用されてきた。行動遺伝学者のロバート・プロミンは、著書『ブループリント』（2018年）の中で、ガタカは全体主義国家に遺伝子情報が利用される危険性を警告する一方で、民主主義社会では教育や雇用のために人を選ぶ心理テストがすでに実施されており、遺伝子検査が能力主義を促進させるために、バイアスのない方法でテストを補完する可能性を示唆している。

## 優生思想という用語について
優生思想という言葉は、もともと優生学と同じ意味で用いられていた。すなわち「不良な子孫の出生防止」や「優れた子孫の出生促進」という意味である。当時の新聞などからも裏付けられており、1949年の国会決議でこの言葉が使われた際も、子の出生に限定された意味である。しかし1970年代以降、優生思想は一部で「障害者や病者に対する差別一般」という、本来とは異なる意味で用いられるようになる。これは障害者団体の青い芝の会が、障害者差別を批判するために優生思想をこのような意味で用いたことに由来する。「優生(eugenic)」に対するこのような用法は、日本以外ではあまり見られない独特のものである。
さらに優生思想は、より漠然と「（遺伝や生殖とは関係のない）弱者差別・排除」「人間を序列化する価値観」のような意味で用いられることもあり、いずれも日本独自の用法である。
このような用法は、英語だとエイブリズム（ableism、健常者中心主義）に近く、特に2016年の相模原障害者殺傷事件の後に爆発的に広まった。
比較社会文化研究者の横山尊は、相模原事件でのマスコミ報道の「優生思想」「優生学」の理解は1970年代水準のものとしている。